# 山崎大志
山崎 大志（やまさき ひろし、1月20日 - ）は、日本の男性声優。
大阪府出身。以前は、エーエス企画に所属していた。

## 出演作品

### ゲーム
2003年
- エスプガルーダ（ジャコウ(覚聖前)[3]）※アーケード

2004年
- エスプガルーダ（ジャコウ(覚聖前)）※PS2

### 吹き替え
- 「ドランクマスター（酒仙拳）」リエンチャン 役[4]
- 「太極神拳」林栄 役[2]
- 「ホーチミン・ルート」[2]
- 「ロシア特殊部隊スペツナズ」[2]

### その他
- 商品用音声[2]
- 企業用VP[2]
- 企業商品：遊技機用音声[1]
- ラジオ朗読：創作童話朗読[1]「猫の鈴木くん」〈作者：花の子さん〉（2002年8月17日）のら 役[5]
- CDドラマ：おジャ魔女どれみドッカ〜ン![4]
- 情報番組：CSカートゥーン ネットワーク「カートゥーンカートゥーン」マクター 役[3]